# 대삼능
대삼능(大三能)은 종반 낱장기 유형 중 하나로, 쌍방 양사가 있을 때, 어느 한쪽에서 차(車)를 제외한 대기물(大棋物) 3개가 남은 형태를 말한다. 자기는 양사이면서 만약 상대가 양사가 아니라 외사인 경우, 어떤 대삼능으로든 반드시 이길 수 있다. 

## 양사를 이길 수 있는 대삼능
서로 양사가 있을 때, 한쪽이 포(包)가 한 개 이상 포함된 대삼능이면 반드시 이길 수 있다. 그러나 포양상(包兩象)은 예외이다.
| 양사를 이길 수 있는 대삼능 | 그림(초) | 그림(한) |
| -------------------------- | -------- | -------- |
| 양포마(兩包馬)             |          |          |
| 양포상(兩包象)             |          |          |
| 포양마(包兩馬)             |          |          |
| 포마상(包馬象)             |          |          |

## 양사를 이길 수 없는 대삼능
포가 포함이 되지 않은 대삼능은 상대방이 양사가 있고 방어 모양이 나쁘지 않다면 이길 수 없다. 또한, 포양상(包兩象)은 포가 포함이 되어 있는 대삼능 중에서 유일하게 빅이 된다.
| 양사를 이길 수 없는 대삼능 | 그림(초) | 그림(한) |
| -------------------------- | -------- | -------- |
| 포양상(包兩象)             |          |          |
| 양마상(兩馬象)             |          |          |
| 마양상(馬兩象)             |          |          |

## 대한민국과 조선민주주의인민공화국의 차이점
조선민주주의인민공화국에서는 포(包)가 포함되지 않은 대삼능인 양마상(문화어: 량마상)과 마양상(문화어: 마량상)을 대범상이라고 부르는데, 대범상도 상대가 양사(문화어: 량사)가 있어도 반드시 이긴다는 입장을 보이고 있다.  하지만 대한민국에서는 포가 끼지 않은 대삼능은 양사를 이길 수 없다는 입장으로, 비기는 것으로 처리된다.